# 아체케
아체케(차만어: achɛkɛ, 프랑스어: attiéké 아티에케[*])는 코트디부아르 남부와 가나 서부에서 먹는 전통 발효 음식이다. 껍질을 벗겨 간 카사바를 발효된 카사바와 섞어서 물기를 짠 뒤 말리고 쪄서 만드는 음식이며, 케제누 등과 함께 먹는다. 코트디부아르의 국민 음식 가운데 하나로 여겨진다.

## 이름
차만어 "아체케(achɛkɛ)"의 "ch"는 기식이 있는 경구개 파열음 [cʰ]이다. 코트디부아르의 공용어인 프랑스어 철자법에 따라 "아티에케(attiéké)"로도 적히며, 현지에서는 "체케(chɛkɛ)"로도 부른다. 이웃한 가나에서는 아칸어 철자법에 따라 "아체케(akyeke)"로 적히며, 이때 "ky"의 발음은 치경구개~경구개 파찰음 [tɕʰ~cçʰ]이다.
"카사바 쿠스쿠스"로 부르기도 하지만, 쿠스쿠스와는 다른 음식이다.

## 만들기
발효할 카사바는 껍질을 벗기고 심을 제거한 다음 삶아서 며칠 간 밀봉해 둔다. 잘 발효되면 발효되지 않은 카사바와 함께 갈아서 하루나 이틀 더 발효시킨다. 발효 과정에서 카사바에 함유된 청산이 제거된다. 잘 발효되면 면보에 넣고 짜서 물기를 제거한다. 면보를 꽉 묶고 무거운 것을 올려 며칠 간 물기를 짜낸 뒤, 물기가 없어진 카사바를 체에 쳐서 펴 말린다. 잘 말려지면 찜기에 쪄서 먹을 수 있다. 판매되는 기성품은 이미 익혀져 있어 전자레인지 등으로 데워 먹기만 하면 되는 경우가 많다.

## 사진

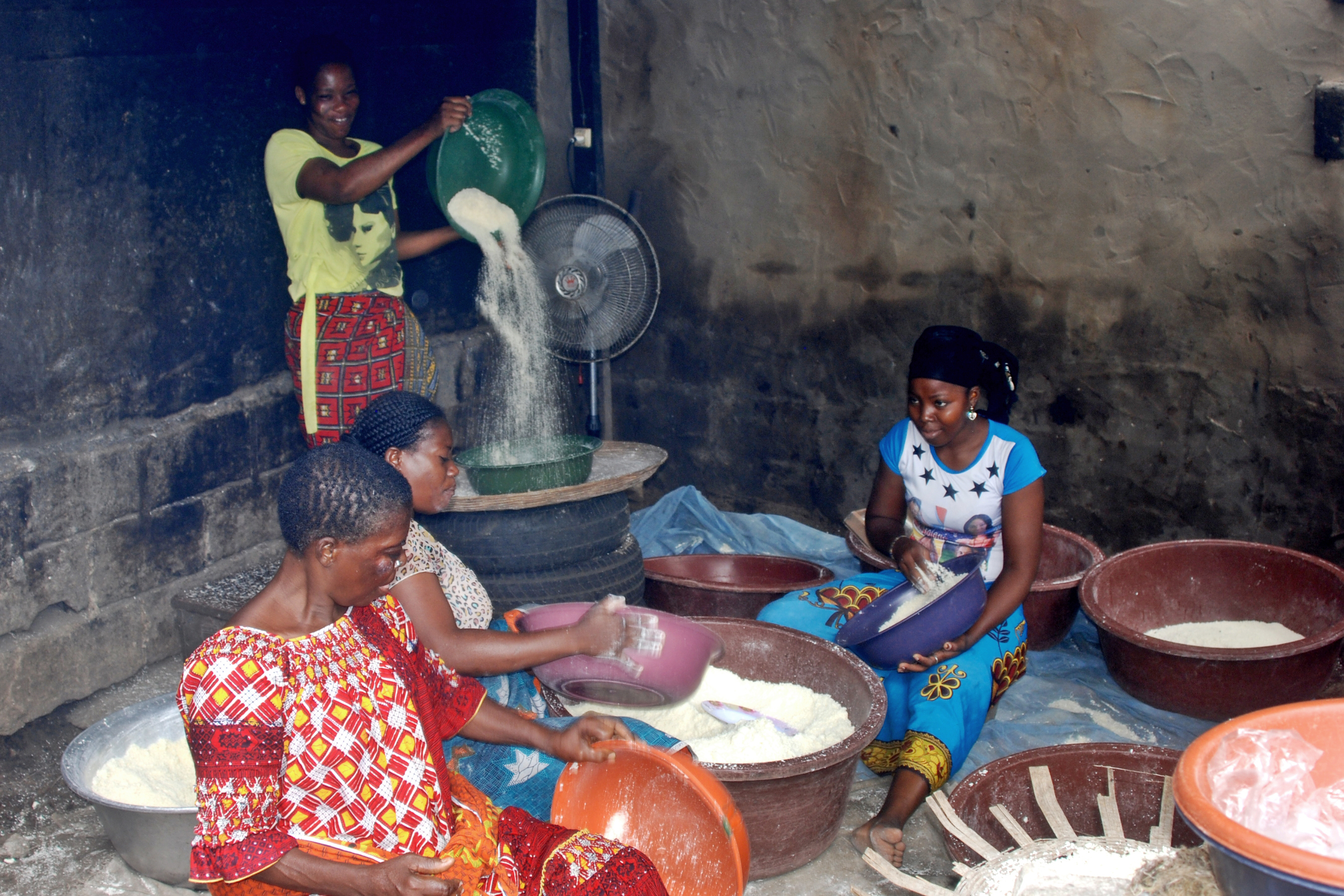
아체케 만들기
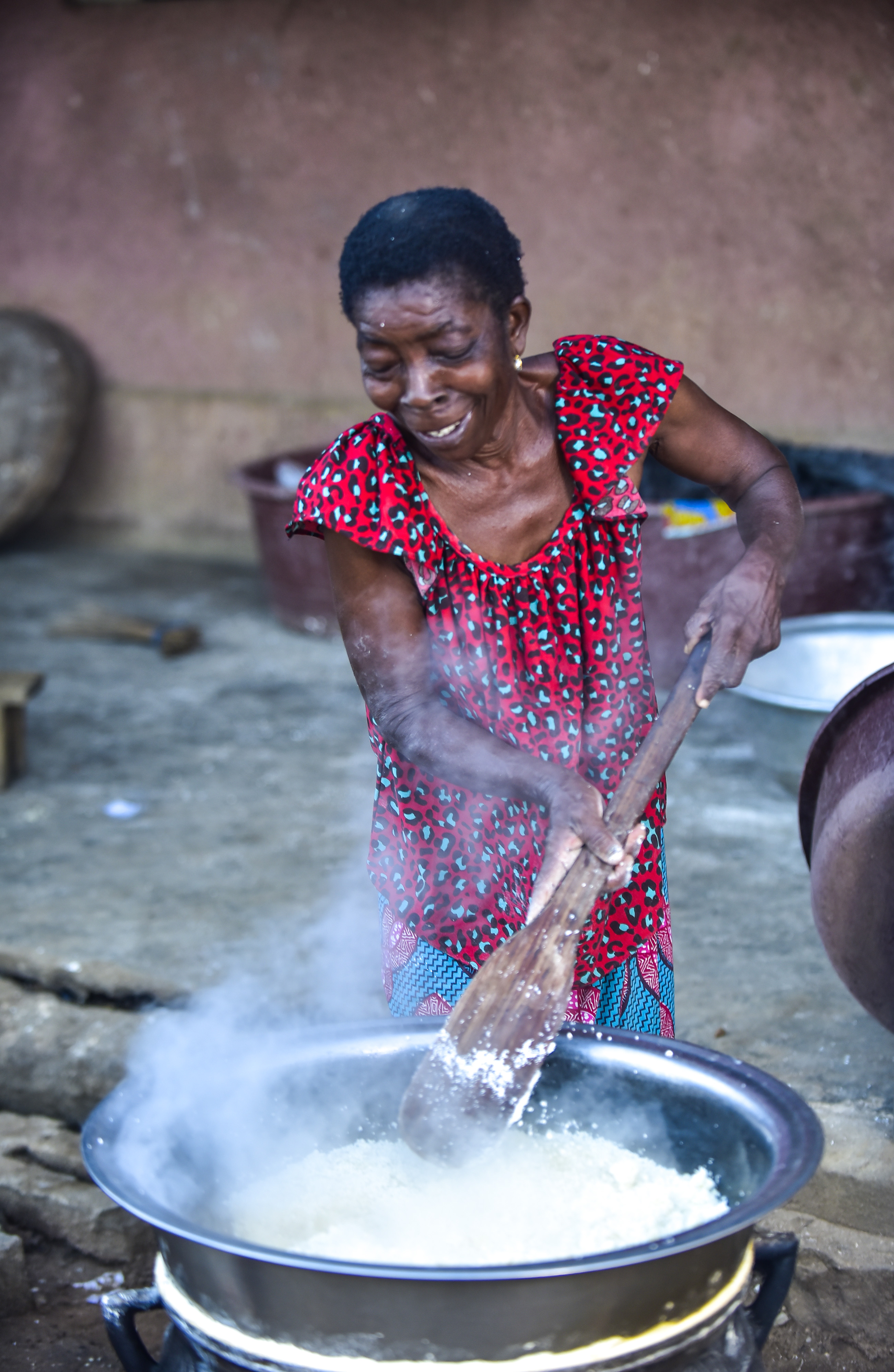
아체케 만들기
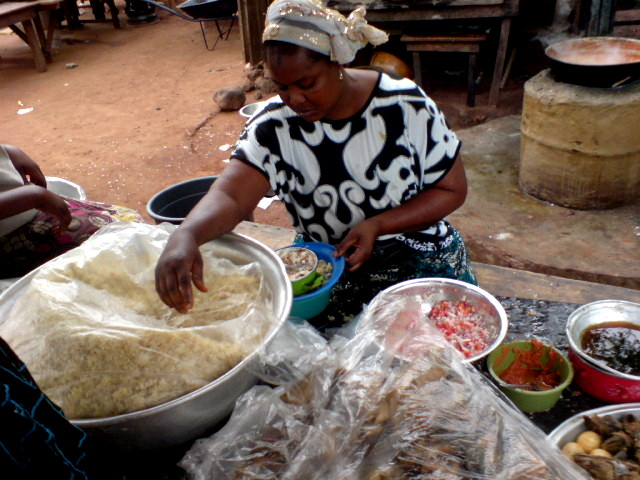
아체케를 파는 상인
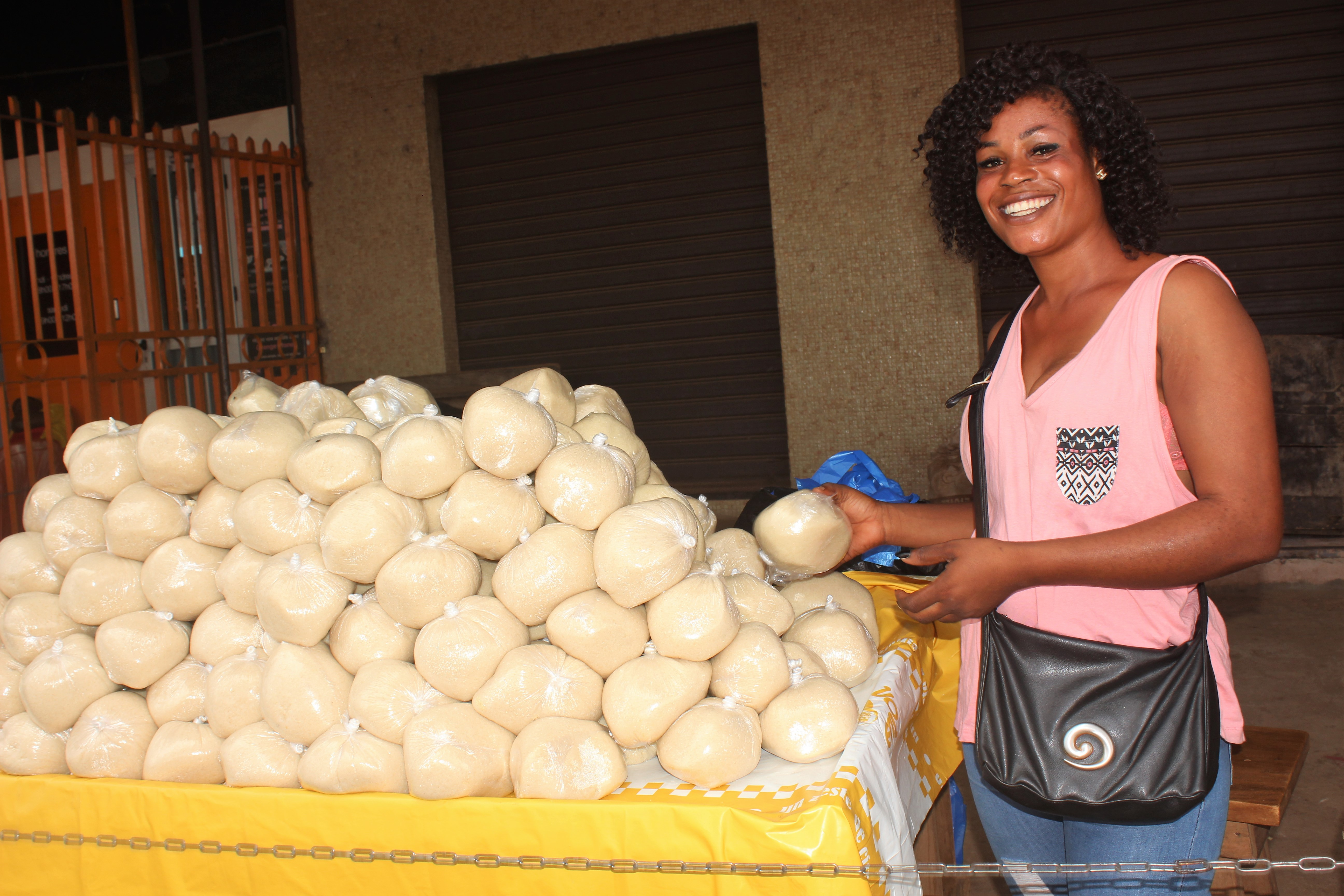
소포장된 아체케

## 같이 보기
- 우푸투
- 쿠스쿠스